# Liste der Landesstatthalter Vorarlbergs

Wappen des Landes Vorarlberg

In dieser Liste werden die Landesstatthalterinnen und Landesstatthalter Vorarlbergs chronologisch aufgelistet. Als Landesstatthalter wird im österreichischen Bundesland Vorarlberg der Landeshauptmannstellvertreter bezeichnet.
Die Liste beginnt im Jahr 1923 mit der offiziellen Schaffung des Amts des Landesstatthalters durch die neue Vorarlberger Landesverfassung. Zuvor hatte dieses Amt dem des Landesvizepräsidenten entsprochen und war stets durch zwei Personen vertreten worden. Zwischen 1939 und 1945 verlor das Land Vorarlberg aufgrund des Anschlusses an das nationalsozialistische Deutsche Reich seine Souveränität und infolgedessen existierte auch das Amt des Landesstatthalters während dieser Zeit nicht. Nach der Befreiung Vorarlbergs durch die Alliierten in den ersten Tagen im Mai 1945 wurde von den Besatzungsmächten am 24. Mai 1945 eine provisorische Landesregierung in Form des Landesausschusses eingesetzt, dessen Landesvizepräsident Jakob Bertsch (SPÖ) war. Erst am 11. Dezember 1945 wurde wieder ein freier, demokratisch gewählter Landtag angelobt und dadurch auch das Amt des Landesstatthalters wieder eingeführt.
| Name                | Fraktion | Amtszeit  | Herkunftsort |  |
| Ferdinand Redler    | CS       | 1923–1930 | Feldkirch    |  |
| Martin Schreiber    | CS       | 1930–1931 | Feldkirch    |  |
| Ferdinand Redler    | CS/VF    | 1931–1934 | Feldkirch    |  |
| Alfons Troll        | VF       | 1934–1938 | Schwarzach   |  |
| Martin Schreiber    | ÖVP      | 1945–1954 | Feldkirch    |  |
| Ernst Kolb          | ÖVP      | 1954–1959 | Lauterach    |  |
| Eduard Ulmer        | ÖVP      | 1959–1963 | Dornbirn     |  |
| Gerold Ratz         | ÖVP      | 1964–1973 | Dornbirn     |  |
| Martin Müller       | ÖVP      | 1973–1974 | Bürs         |  |
| Rudolf Mandl        | ÖVP      | 1974–1984 | Feldkirch    |  |
| Siegfried Gasser    | ÖVP      | 1984–1990 | Bregenz      |  |
| Herbert Sausgruber  | ÖVP      | 1990–1997 | Höchst       |  |
| Hans-Peter Bischof  | ÖVP      | 1997–1999 | Lochau       |  |
| Hubert Gorbach      | FPÖ      | 1999–2003 | Frastanz     |  |
| Dieter Egger        | FPÖ      | 2003–2004 | Hohenems     |  |
| Hans-Peter Bischof  | ÖVP      | 2004–2006 | Lochau       |  |
| Markus Wallner      | ÖVP      | 2006–2011 | Frastanz     |  |
| Karlheinz Rüdisser  | ÖVP      | 2011–2019 | Lauterach    |  |
| Barbara Schöbi-Fink | ÖVP      | 2019–2024 | Feldkirch    |  |
| Christof Bitschi    | FPÖ      | seit 2024 | Brand        |  |